# Tribunal Superior de Justicia del Estado de Coahuila de Zaragoza
Es él máximo órgano jurisdiccional del Estado de Coahuila de Zaragoza, México. Junto con el los juzgados, tribunales especializados y el Consejo de la Judicatura, conforma el Poder Judicial en la Entidad. Es a su vez la última instancia de la impartición de justicia en Coahuila y se puede erigir en Tribunal Constitucional al conocer de controversias constitucionales locales.
Tiene origen en 1827 cuando se estableció el Tribunal Superior de Justicia del Estado de Coahuila y Texas, bajo la presidencia del Magistrado Rafael Eca y Múzquiz. El actual Tribunal data de 1867 cuando se instaló el primer Tribunal de Justicia del Estado, tras su independencia de Nuevo León, integrado por Antonio Valdés Carrillo como Presidente, Miguel Gómez Cárdenas y Francisco de Paula Ramos como magistrados y Antonio García Carrillo como Fiscal.
Actualmente está conformado por dieciséis magistrados distribuidos en tres salas: Sala Colegiada Civil y Familiar, Sala Colegiada Penal, ambas con sede en Saltillo y Sala Regional con sede en Torreón.
- Datos: Q115798554